# Ferreirim (Lamego)
Ferreirim es una freguesia portuguesa del concelho de Lamego, con 5,51 km² de superficie y 976 habitantes (2001). Su densidad de población es de 177,1 hab/km².